# Watlington (Norfolk)
Watlington – wieś w Anglii, w hrabstwie Norfolk, w dystrykcie King’s Lynn and West Norfolk. Leży 62 km na zachód od Norwich i 135 km na północ od Londynu. W 2001 miejscowość liczyła 2031 mieszkańców.